# Jean Cruppi
Jean Cruppi, né à Toulouse le 22 mai 1855 et mort à Fontainebleau le 16 octobre 1933, est un homme politique français de la Troisième République.

## Biographie
Magistrat, Jean Cruppi est notamment avocat général à la Cour de cassation en 1896.
Député de Toulouse pendant près de 25 ans, puis sénateur de la Haute-Garonne, il est également président du conseil général de la Haute-Garonne. Il possède dans la région une propriété à Lamaguères, devant la chaîne des Pyrénées, au bord de la Garonne.
Siégeant au Conseil supérieur de l'Assistance publique, il présente en 1899 un rapport sur les dépôts de mendicité puis rapporte devant la Chambre des députés une proposition de loi sur les moyens d'assistance et de coercition propres à prévenir ou à réprimer le vagabondage et la mendicité, remarquée pour sa sévérité.
Fort de son expérience de magistrat, il rapporte également de nombreux textes de loi ayant trait à la justice : réforme des expertises médico-légales (1898), réforme de la procédure devant la Chambre des mises en accusation (1899), secret des actes signifiés par huissier (1900), détention préventive (1901), droit de réponse (1901), réforme des justices de paix (1903), proposition de loi sur les garanties de la liberté individuelle et sur la responsabilité des magistrats, officiers de police judiciaire et agents ou dépositaires quelconques de la force publique en cas d'arrestation, de détention ou de perquisition illégales (1905), proposition de loi tendant à supprimer la peine de la dégradation civique (1905), peine de mort (1907).
Il s'intéresse également aux questions économiques, rapportant un texte sur l'interdiction de la création de conditions privées en concurrence avec des conditions publiques antérieurement établies (1900), un projet de loi portant modification de la loi du 15 juin 1872 sur les titres au porteur (1901), un texte sur l'exercice de la pharmacie (1903), sur le régime des jeux (1904), sur la protection temporaire de la propriété industrielle dans les expositions internationales (1908), sur les dessins et modèles (1908). Il a pour principal collaborateur à cette époque, Armand Dorville.

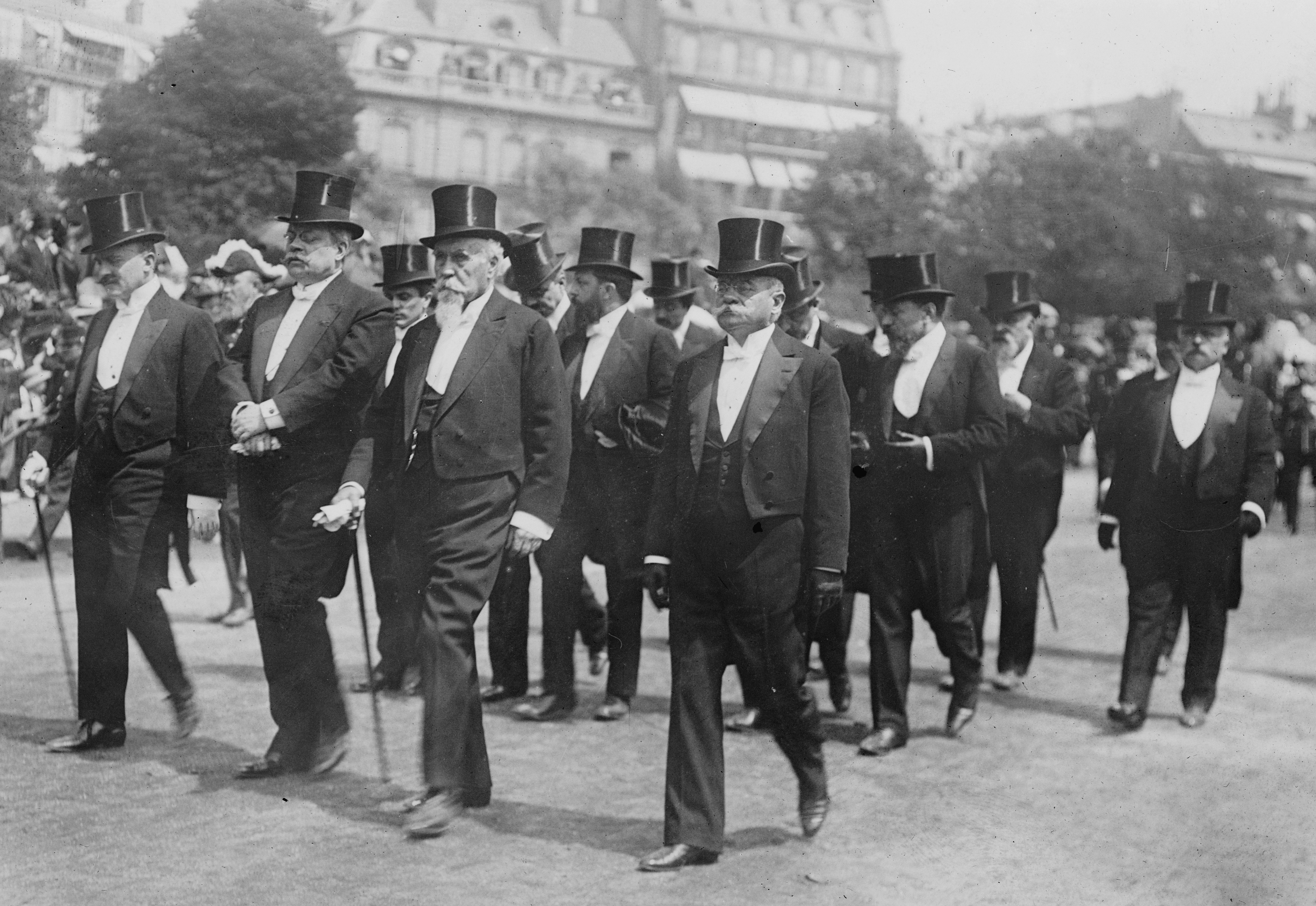
Joseph Caillaux, Jean Cruppi, Antoine Perrier et Théophile Delcassé, à l'enterrement de Maurice Berteaux, en mai 1911.

Jean Cruppi est titulaire de plusieurs portefeuilles ministériels importants :
- 1907 : ministre de l'Instruction publique
- 4 juin 1908 au 24 juillet 1909 : ministre du Commerce et de l'Industrie (succède à Gaston Doumergue) dans le premier gouvernement Clemenceau
- 4 mars au 27 juin 1911 : ministre des Affaires étrangères dans le gouvernement Ernest Monis
- 27 juin 1911 au 13 janvier 1912 : Garde des Sceaux, ministre de la Justice (succède à Raymond Poincaré).

Son épouse, Louise Crémieux, musicienne, amie de Marguerite Long, soutient la carrière de Maurice Ravel qui lui dédie L'Heure espagnole, en remerciement des efforts qu'elle a déployés afin d'obtenir que l'ouvrage soit représenté à l'Opéra-Comique, ainsi que le Noël des jouets. Louise Cruppi a également entretenu une longue correspondance avec Romain Rolland.
Jean Cruppi a cinq enfants : Amélie, Paul, Jean-Louis, Noëlle et Jeanne. Jean-Louis, lieutenant durant la Première Guerre mondiale, mort au combat, se voit dédier par Ravel la Fugue du Tombeau de Couperin. Amélie épousera le célèbre sculpteur Paul Landowski. Le compositeur Marcel Landowski était ainsi le petit-fils de Jean Cruppi.

## Distinctions
- Chevalier de la Légion d'honneur (décret du 4 janvier 1895)
- Grand cordon de l'ordre de Léopold (1911) (Belgique).
- Grand-croix de l'ordre de Dannebrog (1911)[4]

## Ouvrages
- Un avocat journaliste au XVIIIe siècle, Linguet, Paris, Hachette, 1895.
- La Cour d'assises, Paris, Calmann-Lévy, 1898.
- Pour l'expansion économique de la France, 19 mois au ministère du commerce et de l'industrie, Paris, Stock, 1910.
- Le père Ange, duc de Joyeuse, maréchal de France et capucin, Paris, Librairie Plon, 1928, 268 p. (lire en ligne).

## Pour approfondir